# Falcó Niku
En Falcó Niku també conegut com a Nikulau l'Au o simplement Niku, és una peça d'imatgeria festiva i popular que representa un falcó falconer. Pertany a la colla dels Falcons de Barcelona i per això va vestit amb camisa blanca i faixa vermella.

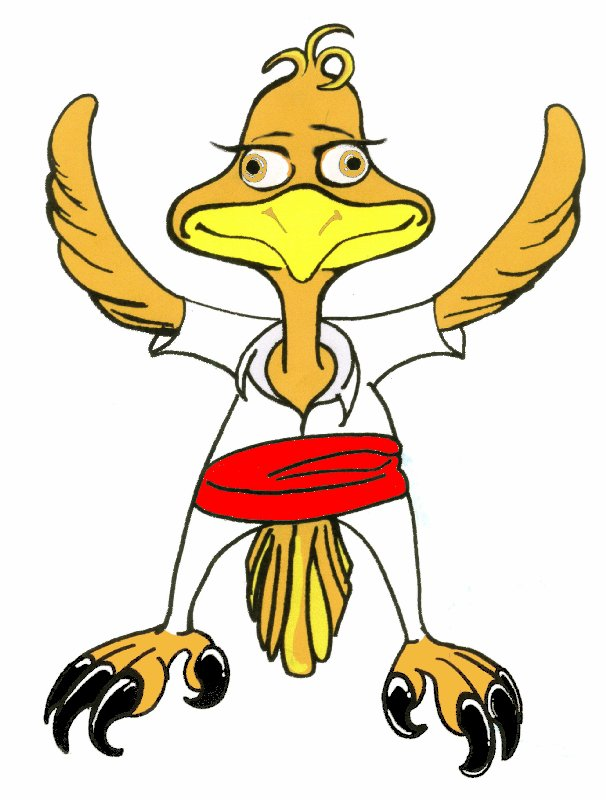
Dibuix d'El Niku

L'origen de Falcó Niku s'ha de cercar l'any 2002, quan es va crear la colla i es va triar la figura d'un falcó perquè la representés i perquè fes d'interlocutor virtual de la colla, encarregat de convocar-ne els membres a les actuacions. L'any 2007 va néixer la figura de l'au Nicolau en tres dimensions, feta amb fibra de vidre i cartó pedra. Fou arran d'un curs pràctic d'introducció al bestiari festiu, organitzat per l'associació Rosa Sensat i impartit per l'Agrupació de Bestiari Festiu i Popular de Catalunya. La figura es va presentar per les festes de la Mercè de l'any 2007 i des de llavors acompanya els Falcons a totes les actuacions, portat sempre pels enxanetes, els més joves de la colla. Quan no surt es pot veure exposat a la Casa dels Entremesos.